# 라위천 에흐베르튀스 얀 브라우어르
라위천 에흐베르튀스 얀 브라우어르(네덜란드어: Luitzen Egbertus Jan Brouwer, IPA: [ˈlœyt.sən ɛx.ˈbɛʁ.təs jɑn ˈbʁʌu.əʁ], 1881년 2월 27일 ~ 1966년 12월 2일)는 네덜란드의 수학자이자 철학자이다. 암스테르담 대학교를 졸업했고, 위상수학, 집합론, 측도론, 복소해석학 분야를 연구했다. 수리철학의 하나인 직관주의(intuitionism)의 창시자이다.

## 생애
1881년 네덜란드의 개신교 가정에서 태어났다. 암스테르담 근교에서 고등학교를 다니며 뛰어난 성적으로 14세에 학업을 마쳤으나, 대학 입시에 필요한 그리스어와 라틴어를 공부하느라 2년이 더 지나서야 암스테르담 대학교에 입학하였다. 그는 학부생이던 1904년에 4차원 공간 상의 연속적 운동에 관한 결과를 출판한 것을 시작으로 경력 동안 브라우어르의 고정점 정리나 차수와 차원의 위상 불변량 등 위상수학에 관하여 많은 업적을 쌓았으며, 당시 새로운 학문이던 위상수학 분야의 주요한 개척자가 되었다.
브라우어르는 다비트 힐베르트 등의 주도로 수학계에서 지배적이 된 형식주의에 도전하며 직관주의를 창시한 인물로 잘 알려져 있다. 직관주의는 수학적 구성주의의 한 변형으로서, 수학적 개념이 인간의 직관적인 구성에 기반해야 한다고 주장하는 수학철학의 사조이다. 모든 개념이 감각적 직관에 기반한다고 주장한 아르투어 쇼펜하우어의 철학에서 영향을 받은 그는 자신의 철학적 신념을 만족시키기 위해 수학 전반을 재구성하려는 독단적인 캠페인에 착수하였다.
1905년 24세의 나이에 그는 《삶, 예술, 신비주의》라는 짧고 난해한 책에서 인생에 대한 자신의 철학을 표현하였으며, 박사 학위 논문에서는 논리의 기초에 관한 러셀과 푸앵카레의 논쟁에 참여하였다. 브라우어르는 자신의 사상이 쉽게 받아들여지지 않을 것임을 깨달은 후 지도 교수이던 디데릭 코르터베흐(Diederik Korteweg)의 조언에 따라 한동안 "일반적인" 수학 연구에 집중하였으나, 1912년 힐베르트의 도움으로 암스테르담 대학에서 안정적인 교수직을 얻게 된 후 다시 직관주의 프로젝트로 돌아갔다.
1908년 논문에서 모든 진술이 참이거나 거짓이라는 배중률의 원칙을 부정한 바 있는 브라우어르는 이후 배중률을 사용하지 않는 집합론과 함수론을 개발하였고 모든 실수가 소수 전개를 가지는 것은 아니라고 주장하였다. 그는 집합의 구성에 있어 원소가 집합에 속하는지의 여부가 유한한 단계에 걸쳐 결정될 수 있어야 한다는 원칙을 고수하였는데, 사실 이러한 아이디어는 오늘날에도 이론 컴퓨터 과학의 기초가 되고 있다.
그는 당시 학계에서 전투적이고 논쟁적인 인물이었는데, 이러한 호전성은 그의 독립성, 민감성, 높은 도덕적 기준을 반영한 것이다. 그는 자신의 철학에 반하는 내용의 강의를 거부하였고, 당시 권위 있던 수학 저널인 《수학 연보》(Mathematische Annalen)의 정책을 공개적으로 비판하였다. 1920년대 그와 힐베르트의 대립은 베를린 대학교와 괴팅겐 대학교 간의 대결로 이어졌고, 브라우어르가 자신을 독일 아리아 정신의 수호자로 지칭하면서 이념 논쟁으로까지 번졌다. 끝내 브라우어르가 동유럽 출신 유대인의 논문 투고 금지를 주장하자 힐베르트는 그를 수학 연보의 편집자 직위에서 해임하였다. 나치 독일의 네덜란드 점령 당시 그는 유대인을 숨겨주는 등 동조하지 않는 모습을 보였으나 전후에 나치당과의 관계를 의심받아 잠시 교수직에서 배제되기도 했다.
생애 후반에 그는 학계에서 고립되는 모습을 보였고, 한편 그의 제자 아런트 헤이팅이 뒤를 이어 직관주의 수학을 발전시켜 나갔다. 네덜란드의 수학자이자 수학 역사가이던 바르털 레인더르트 판데르바르던은 그의 강의에 참여한 뒤 이렇게 회고하였다: "그는 직관주의의 관점에서 볼 때 옳지 않다는 이유로 더 이상 위상수학에서의 결과를 확신하지 못하는 모양이었고, 자신의 철학에 따라 스스로의 최대 업적을 포함한 모든 과거의 결과들을 거짓으로 판단하였다." 그는 고립감 속에 근거 없는 재정적 걱정과 편집증에 사로잡혀 말년을 보냈다고 전해진다. 그는 1966년 집 앞의 길을 건너다 차에 치여 85세의 나이로 숨졌다.

## 참고 문헌
- “Luitzen Egbertus Jan Brouwer”. 《수학 계보 프로젝트》 (영어). 미국 수학회.